# ダウジング
ダウジング（英語: Dowsing）は、地下水や貴金属の鉱脈など隠れた物を、棒や振り子などの装置の動きによって発見できると謳う手法。ダウジングで用いられる用具にはペンデュラム・ダウジング（振り子）、ロッド・ダウジング（L字形・Y字形の棒）などの種類がある。

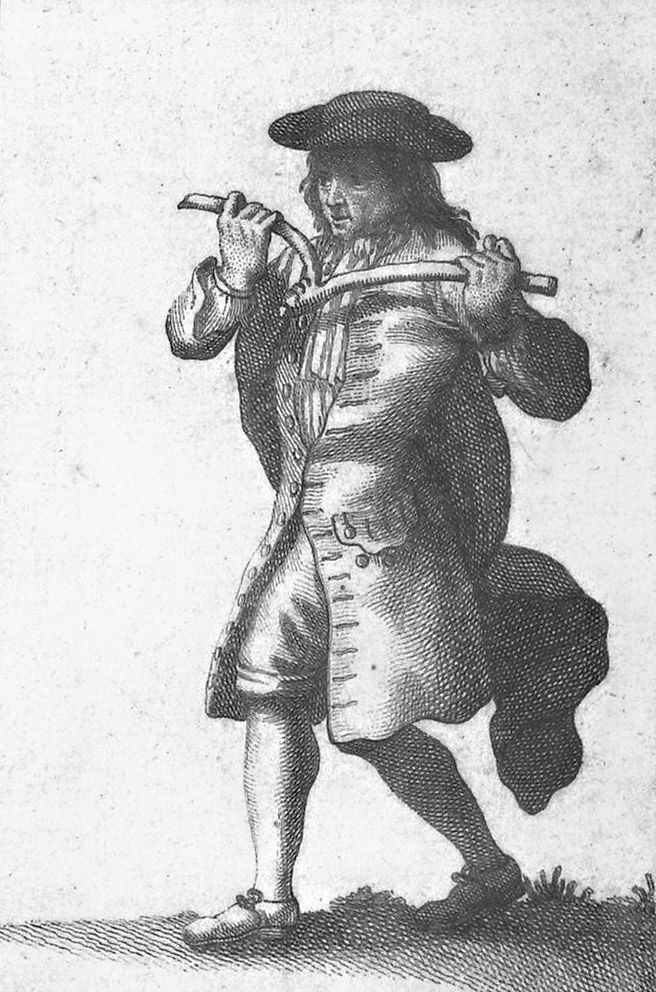
18世紀のダウザー

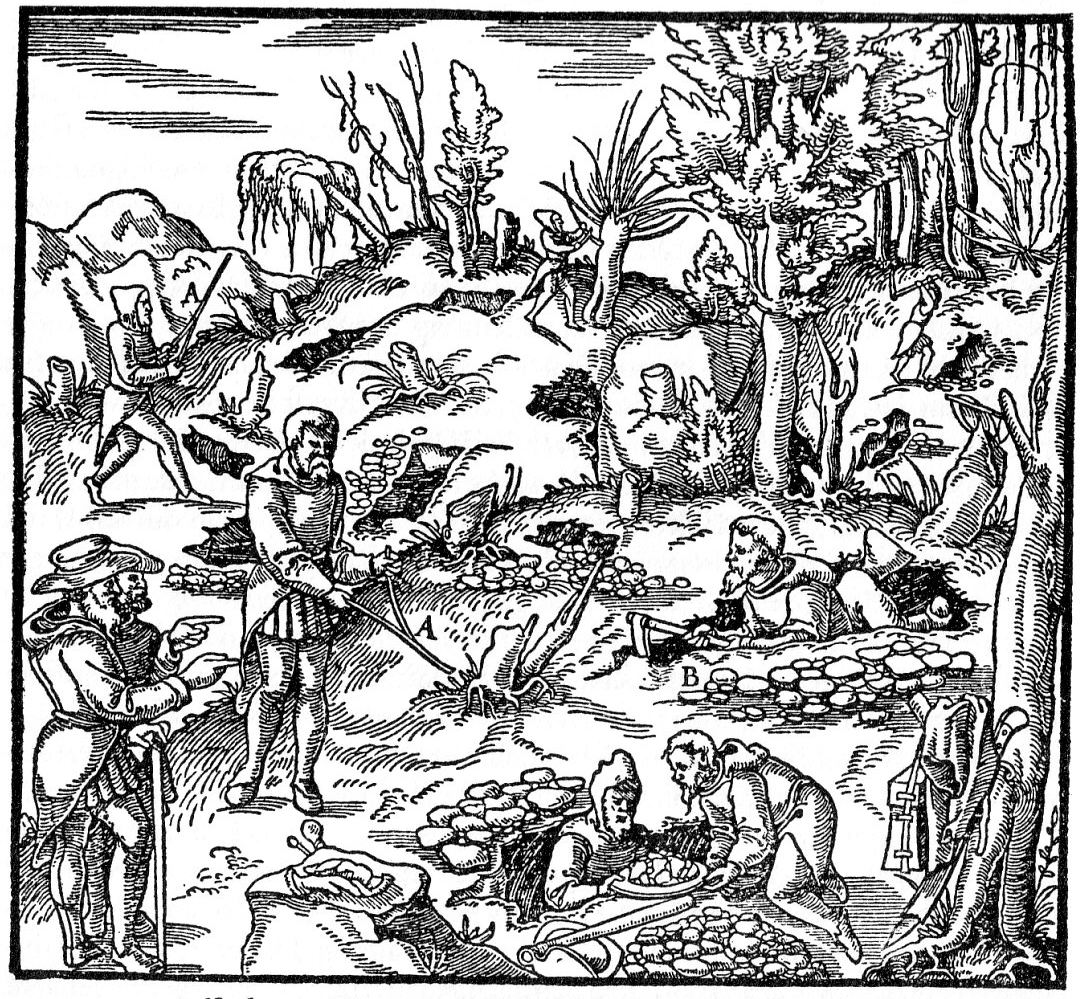
鉱石探索をする人々（16世紀）

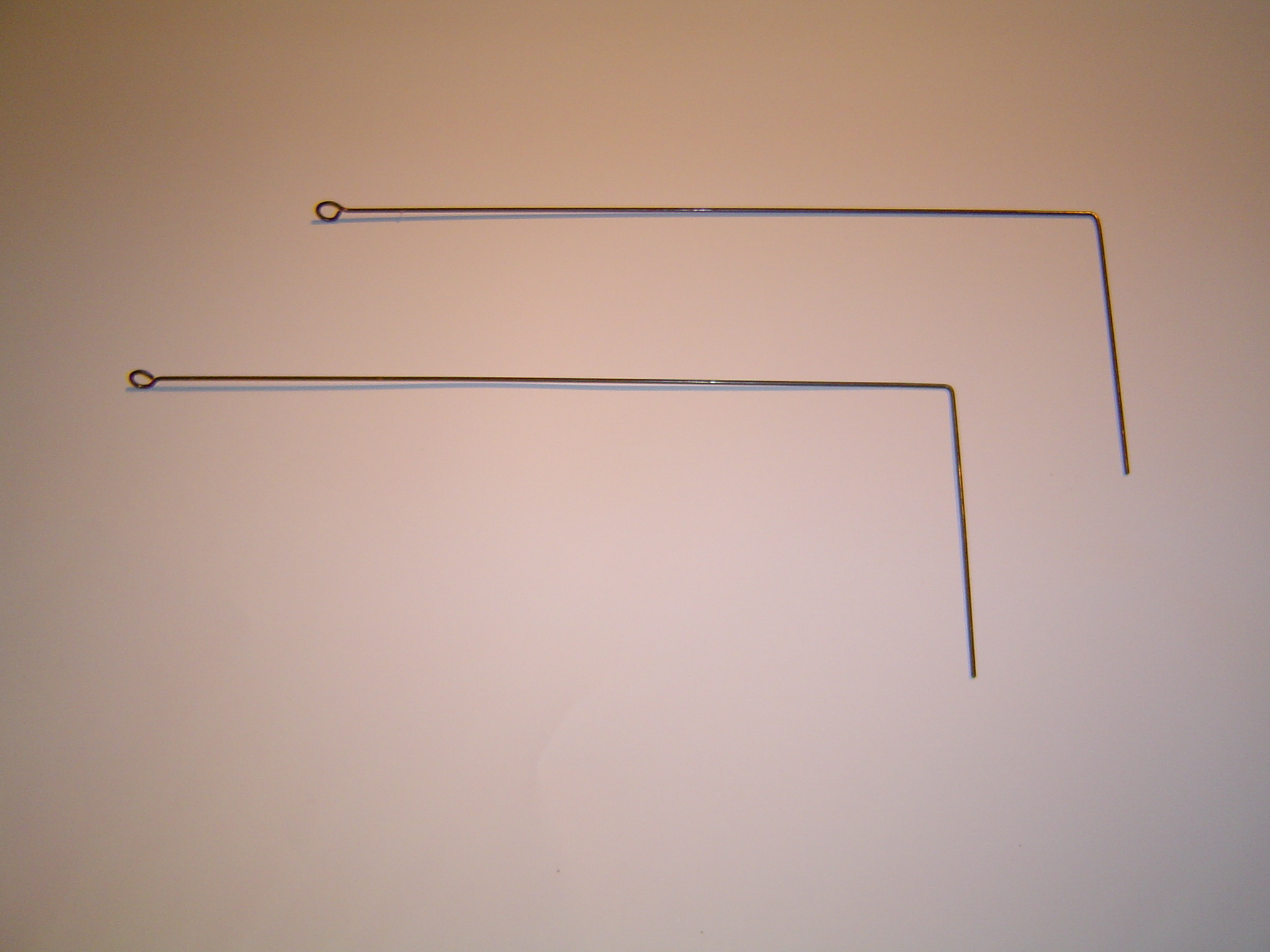
L字形のロッド

## 歴史
旧約聖書のアロンの杖に見られるように、古代から多くの文明で木の枝は神の意志を行う道具と見なされており、木の枝を使った占いは古代ギリシアや古代ローマ、北ヨーロッパの諸民族で行われていた。
中世のヨーロッパでも、力を加えていない状態で手にした枝が勝手に動くを現象を見る棒占いが、宝探し、水脈・鉱脈の発見などに使われ、犯罪捜査の証拠として認められる地域もあった。15世紀のベネディクト会修道士バシリウス・ヴァレンティヌスは、今日的なダウジングの方法に最初に言及している。当時のキリスト教会では棒占いを迷信として否定していたが、ルネサンス期以後にはアタナシウス・キルヒャーなど、実証実験を試みた上で一定の効果がある、もしくは全く無いと判断する人々が現れるようになった。
一般的にはY字型になったハシバミの枝を手のひらを上にして力を抜いて掴み、肘を締めて鳩尾の高さで維持し、掴んでいない部分の枝の動きを見るというものだったが、術者によっては真っ直ぐな棒を使うなど、厳密なやり方は決まっていなかった。18世紀以降には科学者による検証実験が何度も行われ、棒占いは筋肉の無意識な運動として科学界からは懐疑的に見られている。しかし、水脈と鉱脈の発見に関しては、近代に入っても棒占いが廃れることはなかった。

## 関連
1973年（昭和48年）12月からしばらくの間、武蔵村山市の水道担当部署では、水道管について知識および経験が豊富な職員が武蔵村山市の組織とは無関係に個人の考えでLロッドを使って古い水道管を探していた。
2010年、イギリスの会社が、手に持った金属棒などで地下に埋まっている物を検知すると一部で信じられているダウジングの“原理”を用いて作成した偽の検知機を作成。高性能爆弾探知機「ADE 651」と称し販売、日本円で数百億円になる売上を得ていた。これは爆発物に反応すると謳っていたがそのような機能はなく、イギリス警察当局が詐欺容疑で製造販売会社の社長を逮捕。イギリス政府もイラクなどへの輸出を禁じる措置を取った。商品の製造コストは1台あたり2、3ペンス（3～5円）。これを約45,000ポンド（約650万円）で数千台以上販売していた。イラク政府はこの偽爆弾検知機を約1500台を購入し、バグダッド市内の検問所で使用していた。他にもパキスタンやレバノン、ヨルダンにも輸出されたといい、武器の専門家が数か月前から同機器は役に立たないと指摘していた。